# گروه سیکلوپروپیل

گروه سیکلوپروپیل

یک گروه سیکلوپروپیل، یک ساختار شیمیایی است که از سیکلوپروپان گرفته شده‌است و می‌تواند در واکنش‌های آلی شامل حلقه‌زایی و واکنش‌های آلی بازآرایی سیکلوپروپان شرکت کند. این گروه، فرمول تجربی C3H5 را دارد.